# 방치 자전거

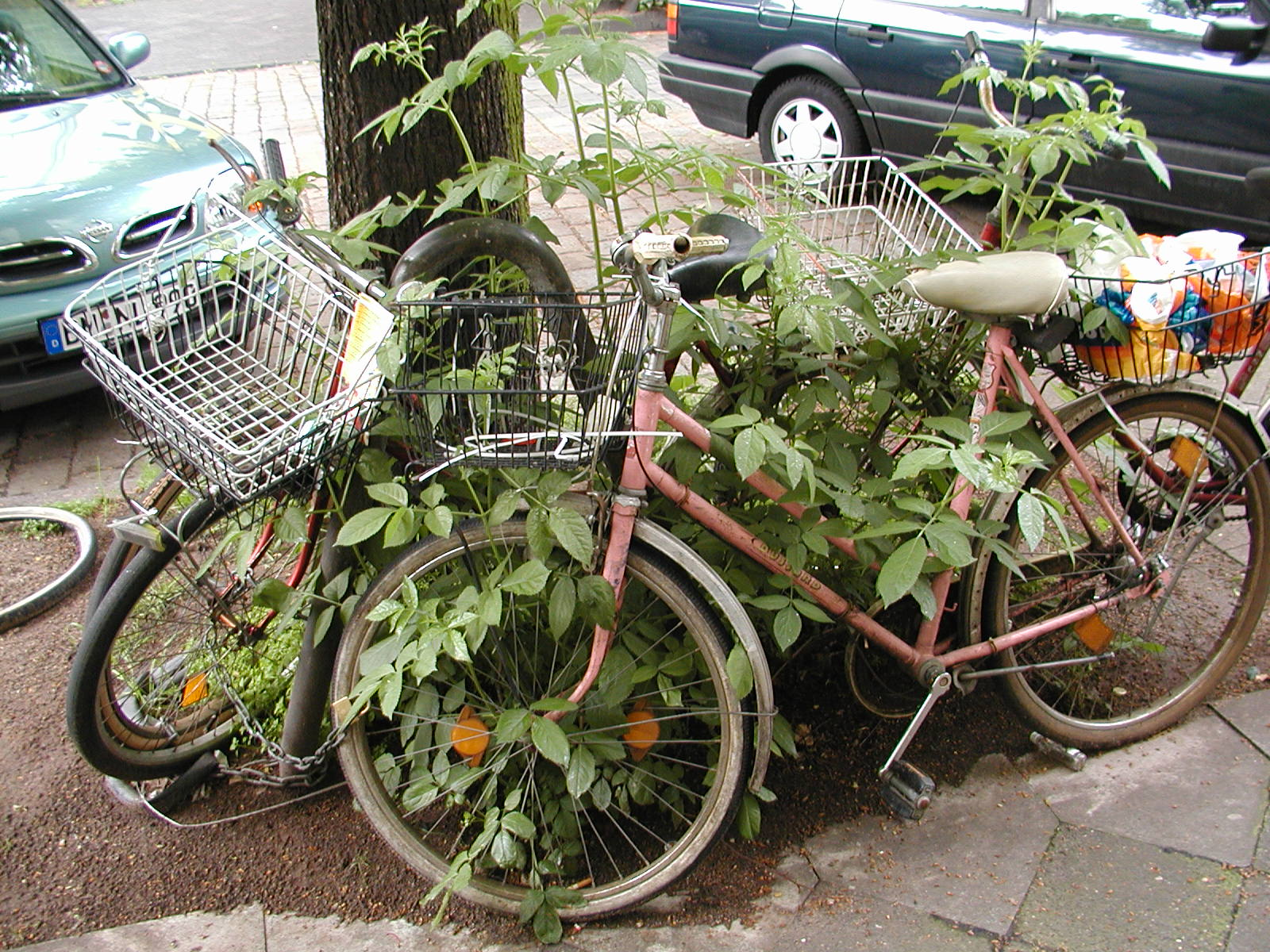
방치 자전거

방치 자전거(放置自轉車)는 주거장 등 허용된 이외의 장소에 세워두는 자전거로, 버려지거나 관리가 이루어지고 있지 않는 자전거를 말한다. 주인을 찾지 못해 그대로 폐기되는 경우가 많다.